# 鼠尾草色
鼠尾草色类似于干鼠尾草叶的灰绿色。它是三元色柠檬色和板岩色的等量混合的中间色。一些美军军用飞行夹克都采用了鼠尾草色。